# Mr. 아이돌
"Mr. 아이돌"은 2011년에 개봉한 대한민국의 영화이다.

## 줄거리
왕년에 잘나가는 프로듀서였던 오구주는 아이돌 그룹 멤버 중 한 명이 사고로 죽자 음악계를 떠난다. 어느 날 그녀는 가수가 되기 위해 수년간 훈련한 끝에 스타 뮤직이라는 에이전시에서 쫓겨난 이유진을 만난다. 구주는 유진이 스타가 될 수 있다고 믿고 미스터 칠드런이라는 아이돌 그룹을 제작한다. 멤버로는 오직 노래에만 신경 쓰는 리더 유진, 그룹 내에서 유일하게 아이돌다운 분위기를 풍기는 댄서 지오, 노래방을 운영했던 보컬 현, 랩을 통해 한국어를 배운 래퍼 리키가 있다. 이들은 오구주 밑에서 강도 높은 훈련을 받는다.
밴드는 곧 대중의 관심을 끌고 팬이 기하급수적으로 늘어난다. 이들은 2011년 K-pop에서 가장 유명한 신인 그룹이 된다. 하지만 스타 뮤직을 이끄는 한국 음악계의 거물 사희문은 미스터 칠드런을 눈엣가시처럼 여기고 그룹을 해체시키기 위해 온갖 수단을 동원한다. K-pop 페스티벌 7일 전, 스타 뮤직은 유진이 K-pop 음악에 대한 경멸적인 견해를 밝혔던 오래된 영상을 업로드한다. 영상이 퍼지고 해체설이 나돈다. 미스터 칠드런은 이 치열한 음악 산업에서 살아남아 국민 아이돌이 될 수 있을까?

## 캐스팅
- 박예진 : 오구주 역
- 지현우 : 이유진 역
- 임원희 : 박상식 역
- 김수로 : 사희문 역
- 박재범 : 지오 역
- 장서원 : 현이 역
- 김랜디 : 리키 역
- 주진모 : 유진 부 역
- 고창석 : 한종탁 역
- 장영남 : 이미리 역
- 안서현 : 한은서 역
- 이재용 : 황 PD 역
- 이철민 : 치프가이드 역
- 이용이 : 리키 모 역
- 구승현 : 한은기 역
- 이진희 : 이진희 역
- 박지연 : 현이 처 역
- 이상훈 : 이유없는반항 베이스 역
- 천성훈 : 이유없는반항 드럼 역
- 김민상 : 이유없는반항 기타 역
- 한예린 : 고삐리 2 역
- 장준유 : 가요대전 여 MC 역
- 차종호 : 타로카페 커플남 역
- 나야 : 방송국 작가 역
- 이성우 : 방송국 FD 역
- 김경태 : 종탁바 취객남 역
- 유재환 : 종탁바 커플남 역
- 이지은 : 종탁바 커플여 역
- 원현준 : 사희문 연행검사 역
- 변우종 : 스타뮤직 오디션 심사위원 역
- 쇼콜라
- 브레이브 걸스
- 박철민 : 방송국 CP 역
- 남규리 : 미오 역 (특별출연)
- 유키스 : 원더보이즈 역 (특별출연)
- 이현진 : 김지훈 역 (특별출연)
- 이한위 : 홍길동 역 (특별출연)